# جوناثان تينهان

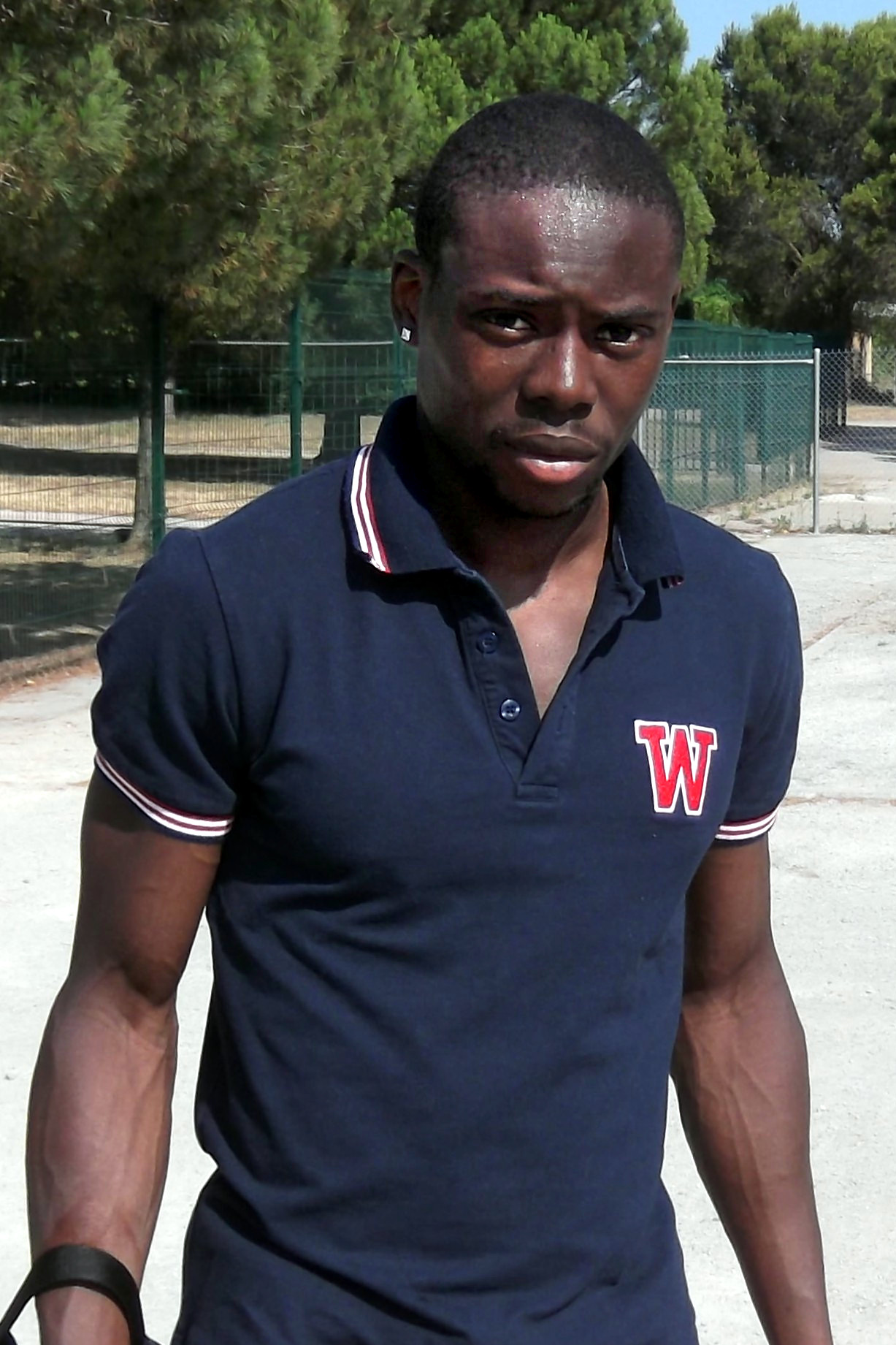

جوناثان تينهان (بالفرنسية: Jonathan Tinhan)‏ (مواليد 1 يونيو 1989 في إكايرولس - فرنسا) لاعب كرة قدم فرنسي يلعب حاليا لصالح نادي الدرجة الأولى غرونوبل الفرنسي منذ 2006 في مركز الوسط المحوري .

## روابط خارجية
- جوناثان تينهان على موقع قاعدة بيانات كرة القدم.إي يو (الإنجليزية)
- جوناثان تينهان على موقع Soccerway.com (الإنجليزية)